# Ctenochauliodes nigrovenosus
Ctenochauliodes nigrovenosus is een insect uit de familie Corydalidae, die tot de orde grootvleugeligen (Megaloptera) behoort. De soort komt voor in China en Vietnam. De typelocatie zijn de Mẫu Sơn-bergen in het noorden van Vietnam nabij de grens met China (provincie Lạng Sơn. Twee syntypes van de soort worden bewaard in het Museum für Naturkunde in Berlijn.